# Zinkia Entertainment
Zinkia Entertainment é um estúdio de animação espanhol. Seu trabalho mais conhecido é a série infantil Pocoyo.
Zinkia foi fundada em 2001 por David Cantolla López e seu irmão Colman López, junto com José María Castillejo como acionista.
O maior sucesso da companhia é a série de animação Pocoyó. Os criadores da série foram David Cantolla, quem concebeu uma série de desenhos para um público pré escolar, e dois empregados da produtora, Luis Gallego e Guillermo García Carsí. A série estreou no Reino Unido em 2005, e, em consequência de seu sucesso, foi adquirida por Televisión Española. Desde então Pocoyó converteu-se num dos produtos mais rentáveis de animação espanhola, chegando a ser premiada no Festival Internacional de Annecy como «melhor série de televisão» de 2006.